# Zmartwychwstanie (powieść)
Zmartwychstanie (ros. Воскресение, Woskriesienije) – powieść Lwa Tołstoja z 1899 roku, opublikowana po raz pierwszy na łamach pisma Niwa.

## Okoliczności powstania utworu
W 1887 Lew Tołstoj w rozmowie z sędzią Anatolem Koni usłyszał historię, którą wykorzystał następnie jako inspirację dla przyszłej powieści: młody arystokrata, pełniący w sądzie funkcję ławnika, zobaczył na ławie oskarżonych dziewczynę, którą wcześniej uwiódł i porzucił. Dowiedziawszy się, że trafiła ona do domu publicznego, zaproponował jej małżeństwo, jako odkupienie wcześniejszych win. Dwa lata później pisarz przystąpił do pracy nad utworem, która trwała dziesięć lat.

## Zarys treści
Akcja utworu rozgrywa się w latach 90. XIX w. Młody arystokrata Dymitr Iwanowicz Niechludow prowadzi spokojne, dostatnie życie, które polega głównie na zabawie i walce z nudą. Pewnego dnia uczestniczy w roli przysięgłego w procesie o zabójstwo. Wśród oskarżonych rozpoznaje Katarzynę Masłową (Katiuszę), dziewczynę, którą parę lat wcześniej wykorzystał i porzucił. Znał ją jako ciepłą, pogodną i dobrą osobę. Teraz dowiaduje się, że jest ona prostytutką, na dodatek podejrzaną o współudział w zabójstwie kupca Smiełkowa. Uzmysławia sobie, że to jego własny postępek doprowadził ją na dno moralnego upadku.
Dyskutując nad winą podsądnych, przysięgli dochodzą do wniosku, że Katiusza nie popełniła morderstwa, błędnie jednak formułują odpowiedź na postawione przez sąd pytania. W rezultacie, chociaż odpowiedź jest nielogiczna (wskazuje na brak motywu zabójstwa, ale nie zaprzecza samej zbrodni), sędziowie wymierzają kobiecie karę ciężkich robót. Niechludow postanawia podjąć wszelkie możliwe kroki, by odwołać się od wyroku. Sam opłaca adwokata, który składa apelację do senatu. Równocześnie zrywa kontakty ze swoim arystokratycznym środowiskiem, w tym z Marią "Missi" Korczaginą, z którą miał się ożenić, postanawia bowiem niezależnie od skutków apelacji  ożenić się z Masłową. O swojej decyzji mówi jej podczas widzenia w więzieniu. Masłowa stwierdza jednak, że nie chce wychodzić za niego za mąż.
Odwiedzając Katiuszę, Niechludow przygląda się funkcjonowaniu więzienia i osadzonym w nim osobom, spotyka więźniarkę polityczną Wierę Bogosłowską, której niegdyś pożyczył pieniądze na kurs felczerski, matkę i syna Mienszowów, niesłusznie oskarżonych o podpalenie oraz grupę chłopów przetrzymywanych z powodu braku ważnych paszportów. Doświadczenia te zaczynają budzić w nim obrzydzenie dla samej instytucji więzienia i prowadzą do przekonania o jego całkowitej nieskuteczności.
Przygotowując się do wyjazdu w ślad za Katiuszą, Niechludow postanawia zrezygnować z odziedziczonej po rodzicach własności ziemskiej i rozdać ją niewolnym chłopom. Ci jednak nie wierzą w szczere intencje pana i odmawiają przyjęcia ziemi. Następnie udaje się do Petersburga, gdzie rozpatrywana jest apelacja Masłowej. Mimo jasnej i logicznej argumentacji zawartej w piśmie adwokata Fanarina zostaje ona odrzucona. Niechludow używa również swoich znajomości, by uwolnić z Twierdzy Pietropawłowskiej młodą kobietę osadzoną za posiadanie nielegalnej literatury. W sprawie Masłowej pisze prośbę o ułaskawienie.
Po wymarszu aresztantów na Syberię Niechludow podąża za Katiuszą, uzyskuje dla niej przeniesienie do grupy więźniów politycznych, gdzie poznaje ona rewolucjonistkę Marię Pawłowną Szczetininę i narodnika Simonsona. Ten ostatni zakochuje się w niej, a Masłowa zgadza się zostać jego żoną, konsekwentnie odrzucając propozycję Niechludowa. Ten dowiaduje się, że "skarga na najwyższe imię" - prośba o ułaskawienie - została przyjęta i karę Masłowej zmieniono z katorgi na osiedlenie na zachodniej Syberii. Dopóki jednak do więzienia nie dotrze oficjalne potwierdzenie tego faktu, kobieta musi pozostać w więzieniu.
Pod wpływem sumy doświadczeń związanych z poznaniem warunków życia w więzieniu i przebywających w nim ludzi Niechludow zaczyna poszukiwać w Biblii odpowiedzi na pytanie, jak wykorzenić na świecie zło. Lektura Ewangelii Mateusza prowadzi go do wniosku, że po to, by osiągnąć ten cel, konieczne jest zachowanie pięciu zasad: życia w całkowitym pokoju z innymi ludźmi, całkowitej monogamii, nieskładania przysiąg, przebaczania każdej krzywdy i miłowania swoich wrogów. Niechludow postanawia rozpocząć nowe życie w oparciu o te zasady.

## Cechy utworu

### Idea moralnego odrodzenia człowieka
W późnej twórczości Tołstoja motyw odkupienia win z przeszłości poprzez całkowitą przemianę życia powtarzał się kilkakrotnie, m.in. w powieści Kozacy. Moralna wymowa dzieła łączy się przy tym z wątkami społeczno-politycznymi. Krytyka Imperium Rosyjskiego, jego ustroju i systemu społecznego nieuchronnie prowadzi bohatera do odrzucenia całej rzeczywistości i sformułowania własnej doktryny moralnej, bliskiej chrześcijańskiemu anarchizmowi. Zmartwychwstanie zawiera zatem wykładnię własnego systemu filozoficznego ("religii" według własnych słów Tołstoja) sformułowanego przez pisarza w późnej fazie twórczości.
W myśl tołstojowskiej doktryny moralnej, celem człowieka jest osiągnięcie zbawienia już na ziemi. W rezultacie działając na rzecz Katiuszy, Niechludow jest motywowany głównie pobudkami egoistycznymi. Poświęcenie w postaci małżeństwa z Katiuszą jest dla Niechludowa środkiem do osiągnięcia moralnej doskonałości własnej. Bohater nie zastanawia się, czy obmyślony przez niego plan jest akceptowany przez Katiuszę i czy skutki jego czynu sprzed wielu lat mogą w ogóle zostać zniwelowane.
Jak pisze Antoni Semczuk:

To nie przypadek, że Niechludow, surowy sędzia państwa, chłopski utopista, zwolennik teorii Henry George'a, na myśli o swej wielkodusznej propozycji małżeństwa z Katiuszą roztkliwia się i płacze. Bohatera upaja własna doskonałość, wzniosłość i zapomina o takim "drobiazgu", jak godność człowieka skrzywdzonego. Bo nie o nią mu chodzi

Motywacja Niechludowa jest od początku jasna dla Masłowej i dlatego konsekwentnie odrzuca ona propozycję małżeństwa. Nawet jeśli kobieta naprawdę go kocha, nie chce być traktowana instrumentalnie - jako środek do moralnego oczyszczenia. Niechludow nie ma innego wyjścia - musi pogodzić się z odejściem kobiety i bez niej wcielać w życie opracowaną doktrynę moralną. Finał, w którym bohater rozpoczyna nowe życie w oparciu o własną interpretację Ewangelii Mateusza, Semczuk uznał za najsłabszy komponent powieści.

### Postać Katiuszy Masłowej
Masłowa jest najciekawszą pod względem psychologicznym postacią w powieści. Tołstoj ukazuje w niej osobę, która mimo upadku, podjęcia pracy prostytutki, zachowała wewnętrzną harmonię i system wartości. Okrucieństwo ludzi popchnęło ją co prawda do upadku moralnego, jednak spotkanie z Niechludowem sprawiło, że jej uśpiona moralność na nowo zaczęła funkcjonować. Katiusza jest osobą bardziej doświadczoną niż arystokrata. Wie, że nikt nie jest w stanie naprawić krzywd, jakie jej wyrządzono, nigdy nie odzyska straconych lat. Pobłażliwie traktuje starania Niechludowa na rzecz poprawy jej sytuacji, widząc w nich nową, chwilową rozrywkę znudzonego życiem księcia. Nie przemawia do niej wizja odrodzenia duchowego w małżeństwie - w jej przekonaniu ona sama odrodzenia nie potrzebuje, gdyż to nie ona krzywdziła innych ludzi, lecz sama cierpiała z ich powodu. Katiusza nie chce być narzędziem moralnej przemiany Niechludowa, pragnie jedynie żyć własnym życiem.

### Krytyka społeczna
Zmartwychwstanie podejmuje najważniejsze problemy społeczne Rosji swojej epoki: nierówności materialne, nędzę mieszkańców miast, złą sytuację chłopstwa, prostytucję. Tołstoj już wcześniej czynił wymienione problemy tematem swoich dzieł, jednak dopiero w swojej ostatniej powieści ujął je w formie oskarżenia wobec panującego systemu społeczno-politycznego. Obraz szlachty i carskich urzędników w utworze jest jednoznacznie negatywny. Pisarz nie tylko kontrastuje tragiczne położenie chłopów i tryb życia zamożnej szlachty, lecz także wyśmiewa wszystkie aspekty zachowania tych ostatnich: ich poglądy, wygląd i gesty. Działania Niechludowa na rzecz Katiuszy traktują oni jak dziwactwo i naiwność.
W Zmartwychwstaniu Tołstoj zawarł również ostrą krytykę państwa rosyjskiego, w szczególności systemu sądownictwa. Jego obraz przedstawiony w utworze ukazuje system całkowicie niesprawiedliwy – w przypadku pomyłki sądowej (wynikłej zresztą z niestaranności przysięgłych) nie ma możliwości uniewinnienia człowieka, który nie popełnił czynu, o jaki go oskarżano. Katiusza nie może odzyskać wolności ani drogą formalną, ani dzięki znajomościom Niechludowa.

### Krytyka Cerkwi

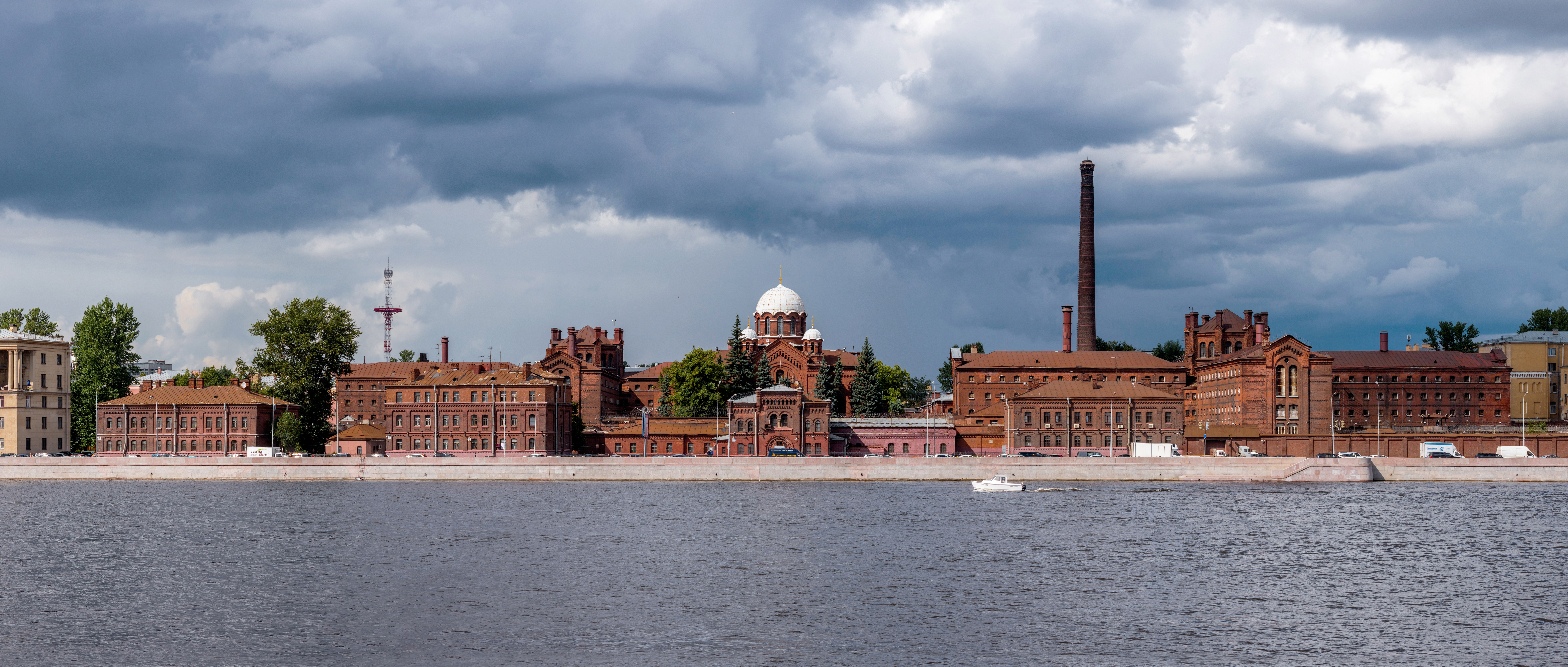
Widok petersburskiego Więzienia "Kriesty" z cerkwią więzienną (na fot. po lewej stronie kompleksu). Praktyka wznoszenia cerkwi w obrębie kompleksów więziennych i obowiązkowego uczestnictwa prawosławnych osadzonych w nabożeństwach, powszechna w Imperium Rosyjskim, stała się przedmiotem szczególnej krytyki Tołstoja w powieści

Szczególne miejsce w powieści zajmuje krytyka Rosyjskiego Kościoła Prawosławnego. Urzędnicy świeccy Świątobliwego Synodu Rządzącego są postaciami jeszcze bardziej wyrachowanymi i chciwymi niż pracownicy innych państwowych instytucji. Duchowieństwo nie przywiązuje wagi do głoszonej doktryny, a jedynie bezmyślnie powtarza znane rytuały i obrzędy. Tołstoj przedstawia nabożeństwo w więziennej cerkwi jako rzecz szczególnie nienaturalną i wrogą godności człowieka. Jeden z przedstawiony w utworze urzędników cerkiewnych, Toporow, jest wyraźną karykaturą oberprokuratora Świątobliwego Synodu Rządzącego Konstantina Pobiedonoscewa.

## Recepcja
Zmartwychwstanie było ogromnym sukcesem wydawniczym, jeszcze w roku pierwszego wydania zostało przetłumaczone na języki angielski, francuski i niemiecki. W 1900 we Francji ukazało się 15 wznowień powieści. W latach 1899–1900 opublikowano również 12 edycji niemieckich, zaś w 1900 powstały trzy przekłady utworu na język polski. Bolesław Prus poświęcił dziełu kronikę tygodniową w "Kurierze Codziennym".
Zmartwychwstanie stało się bezpośrednią przyczyną obłożenia Tołstoja ekskomuniką przez Rosyjski Kościół Prawosławny; decyzję tę ogłoszono w 1901.